# 泰蒂伊夫

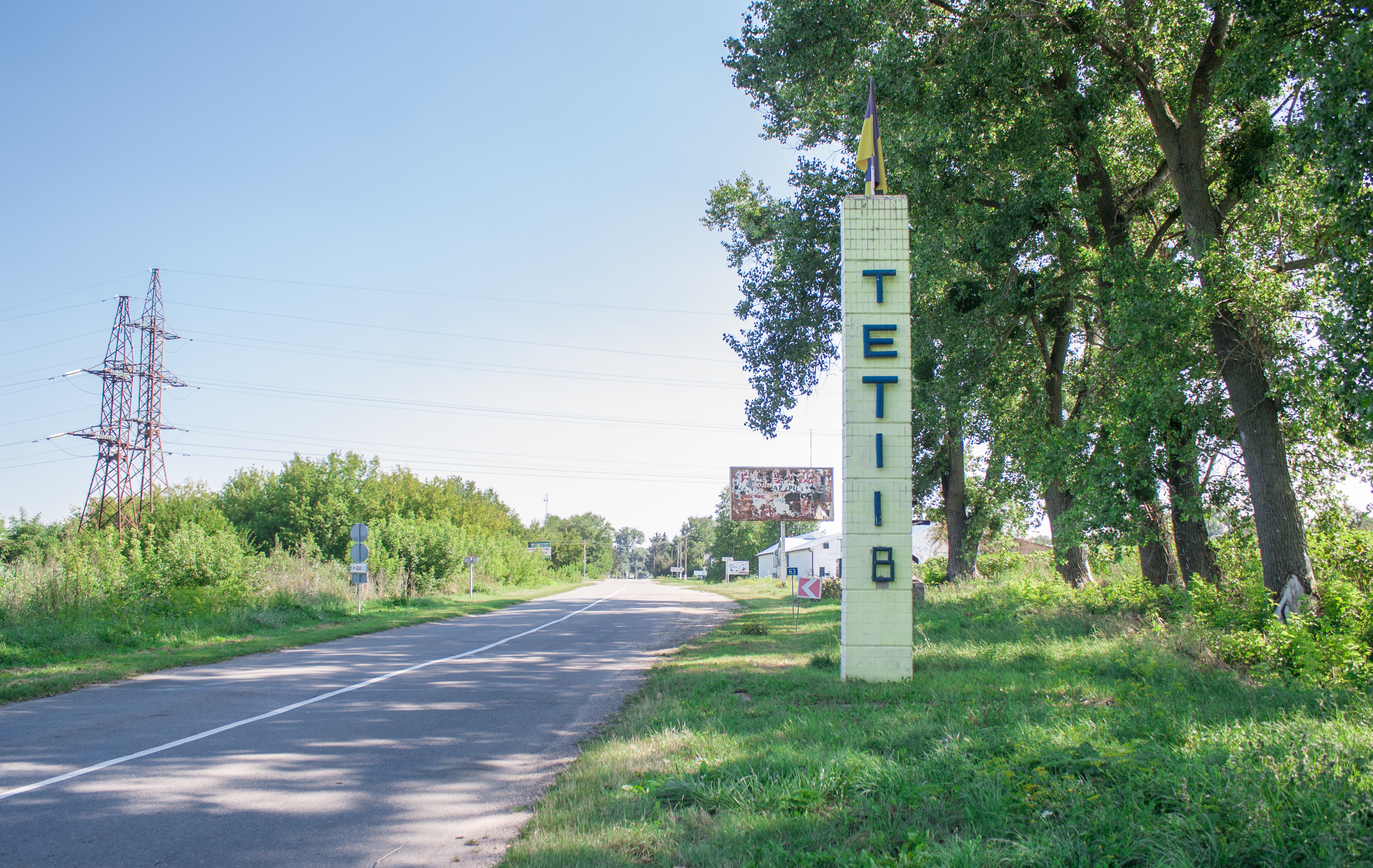
路牌

泰蒂伊夫（羅馬化：Tetiiv），又按俄语名译为捷季耶夫，是烏克蘭基輔州白采爾克瓦區泰蒂伊夫市镇内的城市，及该市镇的行政中心。位於該國中部第聶伯高地，距離首都基輔132公里，面積13.04平方公里，海拔高度170米，2011年人口13,235。

## 備註
1. ↑  俄语：，羅馬化：Tetiyev

## 外部連結
- 官方网站  （乌克兰語）